# لانه‌آویز دم‌زرد بادو
لانه‌آویز دم‌زرد بادو (نام علمی: Psarocolius cassini) نام یک گونه از سرده لانه‌آویز دم‌زرد است.